# فالداجنو
فالداجنو هي مدينة و كومون في مقاطعة فيتشنزا، شمال شرق إيطاليا، وكانت المدينة مسقط رأس شركة مارزوتو لصناعة النسيج، وموطن لسلسلة الفنادق الإيطالية «فنادق جولي»

## الجغرافيا
تمتد المدينة على طول نهر أجنو، الذي تأخذ منه فالداجنو اسمها، وعلى الوادي المتجانس المحاط بالتلال؛ بيكول دولوميتي وألتي ليسيني، وأثر وجود نهر أجنو على أصول المدينة وتنميتها على حد سواء؛ وعلى وجه الخصوص وفرت المياه للسكان وزادت الأنشطة الصناعية خاصة في منطقة النسيج، واما بنسبة للوادي له اتجاه غربي شرقي، مما يسمح لتيارات الرياح من البحر الأدرياتيكي بتسبب في عواقب مناخية.
تم تقسيم المنطقة البلدية بواسطة الطريق 246 إس بي، الذي يوفر روابط إلى الشمال مع ريكارو تيرمي وإلى الجنوب مع كورنيدو فيسنتينو، وينظر إلى وسط المدينة التاريخي كنقطة مرجعية من قبل المجتمع بأكمله.

## أصل الاسم
كلمة «فالداجنو» هي اتحاد الجملة «فالي ديلاجنو»، وهذا يعني «وادي الأغنو». وفقا للمؤرخ جيوفاني مانتيسي، والاسم نشأ من اللاتينية فاليس ألني، وهي تعني «وادي أونتانو».

## تاريخها
عُرفت المدينة بوجودها منذ عام 861 ميلادي وقد ورد ذكرها لأول مرة فيوثيقة 1184، عندما كانت إقطاعية منحها أسقف فيتشنزا إلى عائلة تريسينو
ا قلاعتان على تلين متقابلين، أحدهما يسمى
قلعة Valdagno والآخر قلعة Panisacco. ومع ذلك فإن فيتشنزا
بدأ comune قريبًا جدًا للتنافس مع عائلة Trissino ، والتي بدورها
انضم إلى سكاليجرز للدفاع عنه.
تم إنشاء قلعتين على تلين متقابلين، أحداهما تدعى قلعة فالداجنو والآخرة قلعة بانيساكو، ومع ذلك فإن فيتشنزا كومون (البلدية) بدأت في وقت قريب جدا أن للتنافس مع أسرة تريسينو، الذي انضم بدوره مع سكاليجيرس للدفاع عنها.
في عام 1291من الميلادية، في مسارالحرب مع فيرونا تم احتلال فالداجنو من جمهورية البندقية واحتفظت بها حتى عام 1340م، وفي عام 1377م تعرضت للنهب من قبل بيرنابو فيسكونتي وفي عام 1404م تم اعادتها إلى البندقية، ومن1434م إلى 1439م احتلت من قبل عائلة فيسكونتي وبعدها تم أعادة ضمها إلى البندقية مرة أخرى (بقلم جيان جورجيو تريسينو).
في فترة 1510م و 1514م تعرضت لتدمير متكرر من قبل جيوش ماكسيميليان الأول، خلال حرب عصبة كامبراي، وفيبداية عام 1797م، تم سقوط جمهورية البندقية، وسقطت فالداجنو تحت الحكم الفرنسي والنمساوي حينها وتم ضمها إلى المنشأة حديثا مملكة إيطاليا في عام 1866.
فالداغنو هي مسقط رأس غايتانو مارزوتو، وهو رائد في صناعة النسيج ومؤسس مارزوتو، مما سمح لشركة فالداجنو بأن تصبح مركزاً صناعياً.

## الأماكن ذات الأهمية

### المركز التاريخي
يعود تاريخ غالبية تخطيط المدينة إلى القرن الثامن عشر، ولا سيما من فترة جمهورية البندقية،
يمكن الوصول إلى الدير السابق سانتا ماريا ديلي غراتسي الذي يعود إلى القرن السادس عشر من فالداجنو عبر شارع ريجينا مارجريتا والتوجه نحو المركز التاريخي. تقع فيلا فالي على بعد مسافة قصيرة سيرا على الأقدام من الدير السابق، حيث كانت تسمى ذات مرة أورسيني-مارزوتو ، الآن المركز الثقافي المشترك «غايتانو مارزوتو»، هو المسؤول عن الإشراف على البلدية الفن الحديث معرض والمكتبة العامة، ونظرا لقيمتها الثقافية والفنية تعتبر فيلا فالي أهم فيلا في فالداغنو، ساحة الشرف هي منطقة واسعة توحد مناطق مختلفة من فيلا، ووفقا للعمارة الفينيسية الكلاسيكية، وهي مضاءة من قبل اثني عشر فتحه في السقف، وتم إثراء القاعة بأربعة أبواب بها أقواس مثلثة، حيث يتم نحت صورتين تمثلان الفصول والعناصر الأربعة الحيوية: الأرض والنار والماء والهواء، والاثنين أقصر جانبين من القاعة، يمكن رؤية معرضين خشبيين يربطان الجناحين في الطابق الأول من الفيلا الأماكن الأخرى ذات الأهمية في محيط فيلا فالي هي:
- فيلا غايانيغو باربيري الكلاسيكية الجديدة فا إرمادي فيلا مرئية فقط من خلال السياج. تم تصميمه في وقت متأخر القرن 18 المهندس المعماري كارلو باريرا.
- فيلا زانوسو، الآن فيلا فونتاناري، بنيت في النصف الثاني من القرن 19.

### دومو
تقع الدومو سانت كليمنتي (القرن 18) على الضفة اليمنى لنهر أجنو على الجدار الخلفي الأبعد من الخزانة يتم وضع أنكونا كبيرة من سانت كليمنتي، بوليبتيش الحجر تحمل تاريخ "1445". وتحمل الدومو أيضا تسعة أجراس رنين على نمط فيرونيز في سي3.

## الرياضة
تمتلك المدينة فريق كرة قدم هو فالداجنو، وهي موطن لفريق حلبة الهوكي إيسيلو هوكي فالداغنو.

## معرض الصور

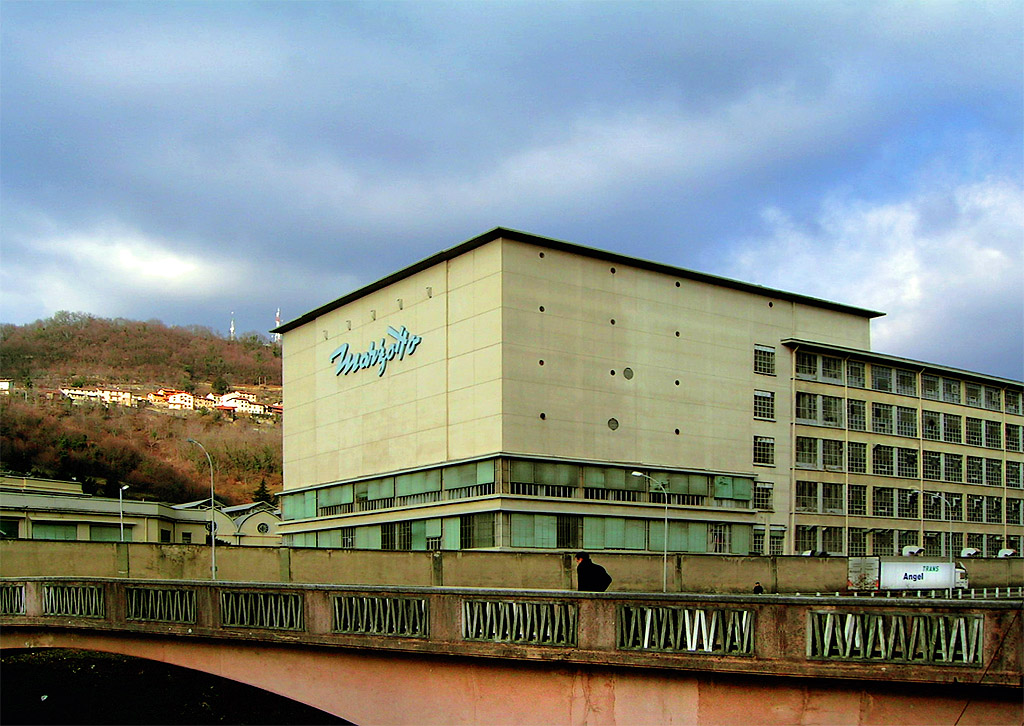
مارزوتو المقر
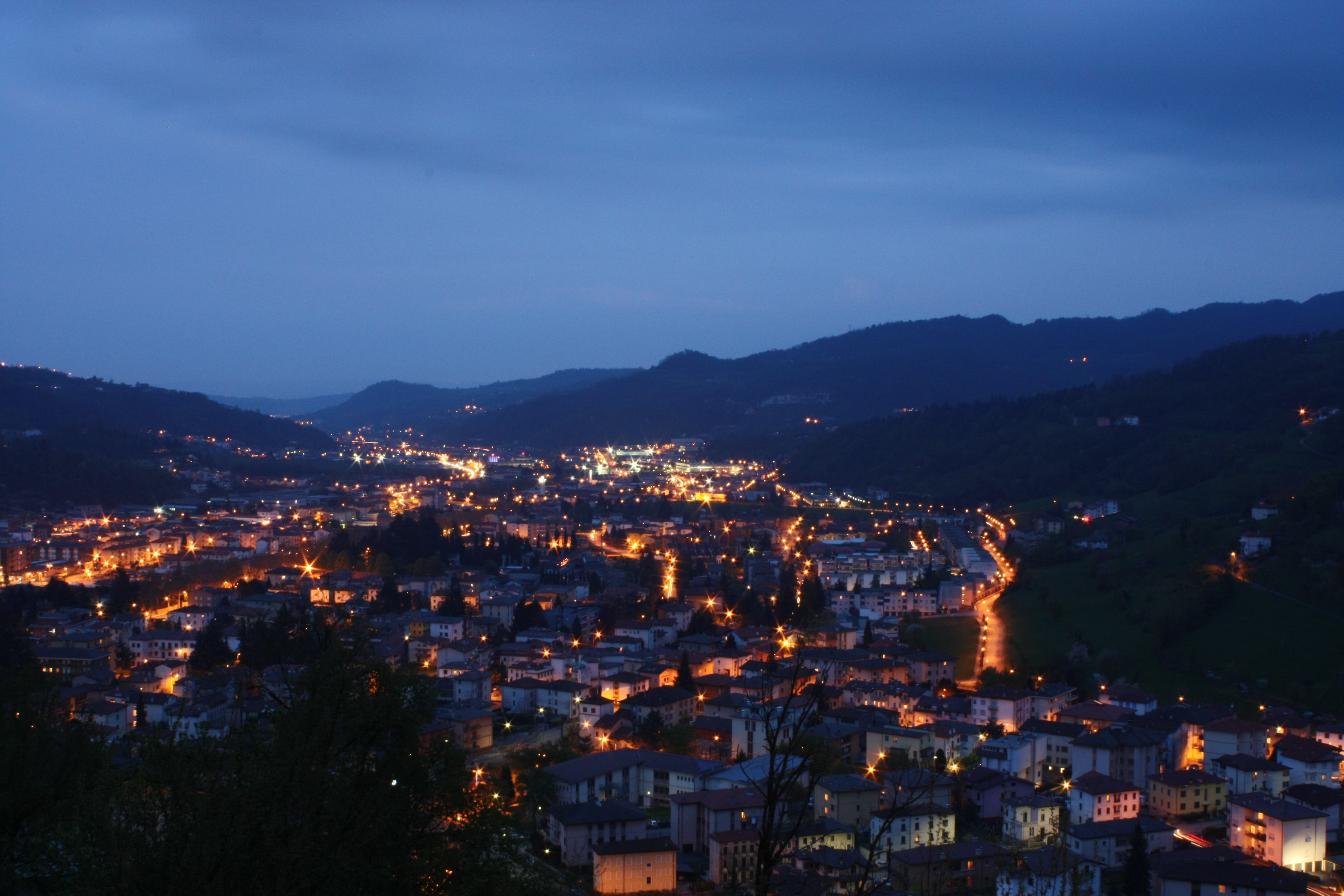
فالداغنو ليلا

## المدن التوأم
- Prien am Chiemsee, Germany, since 1987

## روابط خارجية
- تاريخ فالداغنو
- هوكي فالداغنو نسخة محفوظة 6 مايو 2020 على موقع واي باك مشين.